# Mon ami m'a quittée
Mon ami m'a quittée è il primo singolo tratto dall'album Les chemins de ma maison della cantante canadese Céline Dion, pubblicato nell'aprile del 1983 in Francia e nell'ottobre 1983 in Canada. Il brano è stato scritto dal collaboratore principale della Dion, Eddy Marnay, insieme a Thierry Geoffroy e Christian Loigerot.

## Successo commerciale e pubblicazioni
La canzone ebbe molto successo in Québec; l'8 ottobre 1983 entrò nella classifica dei singoli più venduti direttamente alla posizione numero uno rimanendovi per nove settimane, con un totale di ventiquattro settimane di presenze in classifica. Mon ami m'a quittée fu pubblicato in seguito come singolo promozionale per il primo album della Dion ad essere pubblicato in Francia, Du soleil au cœur, e fu pubblicato anche in Belgio. Per il brano fu realizzato anche un videoclip musicale nel 1984, tratto dallo speciale televisivo, Sur les chemins de ma maison. Fu anche realizzata una versione in tedesco di questa canzone, intitolata Mon ami, geh nicht fort e inclusa nel lato B del disco insieme all'altro singolo tedesco Was bedeute ich dir (D'amour ou d'amitié), uscito in Germania nel 1984.
Mon ami m'a quittée è stato pubblicato anche come CD singolo nei Paesi Bassi nel 1997 dalla casa discografica BR Music per promuovere la compilation C'est pour toi. Nel 2005, la canzone fu inclusa nella raccolta francese del 2005 della stessa Dion, On ne change pas.

## Formati e tracce
CD Singolo (Paesi Bassi) (BR Music: CDS 6058)
1. Mon ami m'a quittée – 3:00 (testo: Eddy Marnay – musica: Thierry Geoffory, Christian Loigerot)
2. Hymne à l'amitie – 3:59 (Dario Baldan Bembo, Marnay, Nini Giacomelli, Sergio Bardotti)

LP Singolo 7" (Belgio; Paesi Bassi) (Pathé: 1A 006 1653817)
1. Mon ami m'a quittée – 3:00 (Marnay, Geoffroy, Loigerot)
2. La do do la do – 3:00 (Marnay, Gaubert)

LP Singolo 7" (Canada) (Saisons: SNS 6527)
1. Mon ami m'a quittée – 3:00 (Marnay, Geoffroy, Loigerot)
2. Et puis un jour – 3:12 (Marnay, Alain Noreau)

LP Singolo 7" (Francia) (Pathé: 1653817)
1. Mon ami m'a quittée – 3:00 (Marnay, Geoffroy, Loigerot)
2. La do do la do – 3:00 (Marnay, Christian Gaubert)

LP Singolo 12" (Francia) (Pathé Marconi EMI: 1549216)
1. Mon ami m'a quittée – 3:00 (Marnay, Geoffroy, Loigerot)
2. Ne me plaignez pas – 3:46 (Marnay, Steve Thompson)

## Classifiche
| Classifica (1983) | Posizioni massime raggiunte |
| ----------------- | --------------------------- |
| Québec (ADISQ)    | 1                           |

## Crediti e personale
Personale
- Musica di - Thierry Geoffroy, Christian Loigerot
- Orchestrato da - Guy Mattéoni
- Produttore - Eddy Marnay, Rudi Pascal
- Testi di - Eddy Marnay

## Cronologia di rilascio
| Paese       | Data        | Formato      |
| ----------- | ----------- | ------------ |
| Belgio      | 1983        | Vinile (7")  |
| Canada      | 1983        | Vinile (7")  |
| Francia     | 1983        | Vinile (12") |
| Francia     | aprile 1983 | Vinile (7")  |
| Paesi Bassi | 1983        | Vinile (7")  |
| Paesi Bassi | 1997        | CD           |